# Danny Griffiths
Pour les articles homonymes, voir Griffiths.
Daniel Thomas Griffiths, plus connu sous son nom de scène Danny Griffiths est un musicien anglais né le 6 juin 1970. Il est membre et fondateur avec Darius Keeler du groupe de trip-hop anglais Archive.

## Biographie
Danny Griffiths rencontre Darius Keeler dans les années 1990. Ensemble, ils décident de fonder le groupe Archive. En 1994, les deux compères cherchent séparément des chanteurs. Darius, de son côté, intègre au sein du groupe un rappeur du nom de Rosko John et Danny une chanteuse nommée Roya Arab. Ensemble ils sortent un premier album, Londinium. Mais à cause de tensions au sein du groupe, Rosko et Roya quittent le groupe. 
Pour les autres albums, le duo Griffiths-Keeler s'entoure de différentes personnalités, dans une recherche de renouvellement ininterrompu, à la fois musical et humain.
Au sein du groupe, Danny Griffiths s'occupe des claviers, mais il joue aussi de la guitare basse.

## Discographie

### Albums studio
- 2021 - A Little Less Fire sous le nom de D. Gee Mono